# 소비재로
소비재로(Sobijae-ro)는 전북특별자치도 장수군 장계면 명덕삼거리 에서 계북면 어전삼거리를 잇는 도로이다.

## 주요 경유지
전북특별자치도
- 장수군 (장계면 . 계북면)

## 노선
| 이름           | 접속 노선                | 소재지 | 소재지 | 비고                  |
| -------------- | ------------------------ | ------ | ------ | --------------------- |
| 명덕삼거리     | 국도 제26호선 (육십령로) | 장수군 | 장계면 | 지방도 제743호선 구간 |
| 지보교         |                          | 장수군 | 장계면 | 지방도 제743호선 구간 |
| 연동마을삼거리 | 농소로                   | 장수군 | 계북면 | 지방도 제743호선 구간 |
| 어전교         |                          | 장수군 | 계북면 |                       |
| 어전사거리     | 국도 제19호선 (장무로)   | 장수군 | 계북면 |                       |